# Dizygostemon floribundum
Dizygostemon floribundum är en grobladsväxtart som först beskrevs av George Bentham, och fick sitt nu gällande namn av Ludwig Radlkofer. Dizygostemon floribundum ingår i släktet Dizygostemon och familjen grobladsväxter. Inga underarter finns listade i Catalogue of Life.